# 프리드리히 카를 폰 사비니

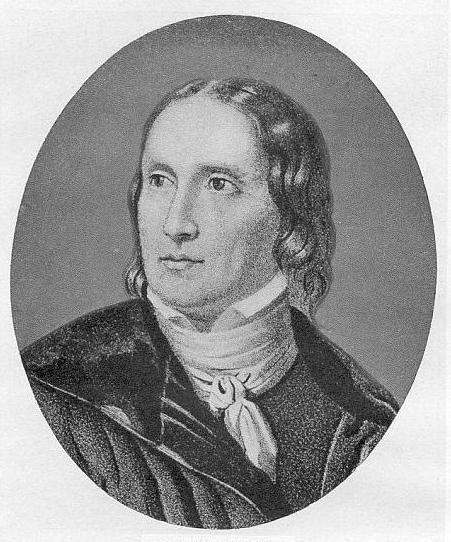

프리드리히 칼 폰 사비니(Friedrich Carl von Savigny, 1779년 2월 21일 ~ 1861년 10월 25일)는 독일의 로마법학자이다. 근대사법(민법·국제사법)의 기초를 닦은 법학자로 유명하며, 대학교수이자 프로이센의 추밀고문(Staatsrat), 판사, 법률개정대신으로도 활약했다.

## 생애
프랑크푸르트에서 태어났다. 선조는 제3차 십자군에도 참여한 프랑스 기사에까지 거슬러 올라가며, 17세기에 위그노였으므로 독일로 망명하여 기반을 닦았다고 한다. 명문가에서 태어났지만, 12세에 아버지를 잃고 그 충격으로 어머니도 다음 해에 사망하였다. 12명에 달한다던 형제들도 이때까지 모두 사망하였다. 이 때문에 먼 친척이었던 황실재판소 판사가 거뒀다. 생전 어머니가 권유한 프랑스어와 양친이 권유한 법학을 배워 16세에 마르부르크 대학교에 들어갔으며, 괴팅겐 대학교에서도 수학했다. 마르부르크 대학교에서 필립 프리드리히 바이쓰(Philipp Friedrich Weiss) 교수를 만나 로마법 연구에 관심을 두었다. 1800년에 마르부르크 대학교에서 형법으로 박사 학위를 받았고, 동 대학 강사로 있다가 다음 해 비정규직 교수로 발탁되었다. 1803년에 〈점유권론〉(Das Recht des Besitzes)을 발표하고 나서 유럽 각지를 여행하며 로마법 사료를 수집했다. 나중에 논적이 되는 문인 야코프 그림을 만난 것도 이 즈음이었다. 1810년에 새로 연 베를린 대학교에 초대되었고, 2년 뒤에 초대 총장이었던 요한 고틀리프 피히테의 뒤를 이어 불과 33세로 총장으로 발탁되었다.
1813년에 불과 1년 만에 총장직을 사임하였는데, 이 즈음 나폴레옹 1세의 패배에 이어 나폴레옹 시대에 독일에 도입된 나폴레옹 법전의 배제의 문제와 함께 그 배제시에는 구래의 법을 복구시킬지 아니면 새로운 법제를 도입할 것인지가 논쟁이 되고 있었다. 사비니도 이 논쟁에 참가해, 1814년에는 《입법과 법학에 관한 우리 시대의 사명》(Vom Beruf unserer Zeit für Gesetzgebung und Rechtswissenschaft)을 저술하고, 독일의 법학은 체계화되고 하나로 통일된 민법전을 제정할 수 있을 때까지 아직 성숙하지 못했으며, 법학을 성숙시키는 것이야말로 선결문제라고 주장하며 안톤 프리드리히 유스투스 티보 (Anton Friedrich Justus Thibault) 와 흔히 법전화 논쟁이라고 알려진 (Kodifikationsstreit) 논쟁을 벌였다.
유럽을 여행하며 문헌을 수집해 《중세 시대 로마법의 역사》(Geschichte des Romischen Rechts im Mittelalter, 전6권)를 저술했다. 역사법학이라고 불리는 방법을 기초로 하여, 로마법의 근대화에 노력해, 그의 대표작인 《오늘날의 로마법의 체계》(System des heutigen Romischen Rechts, 전8권) 등도 저술했다. 1861년에 영면하지만, 그 문하생들은 이른바 판덱텐 법학을 발전시켜 독일 사법 발전의 기반을 쌓았다.
이른바 그림 형제의 한 사람인 야콥 그림 (Jacob Grimm) 은 마르부르크 대학교에서 사비니의 가르침을 받아 역사법학의 방법론에 감동하여, 게르만 연구에 힘을 쏟았다. 그러나 후일 그는 로마법 또한 외래의 법률에 지나지 않는다는 입장에 서서 사비니의 역사법학을 비판하고 게르만 법학의 주창자(Germanisten)가 된다.

## 평가
법은 언어와 마찬가지로 민족정신으로부터 자연발생적으로 서서히 생겨나고 소멸하는 것으로서, 개개인의 자의가 아닌, 공동체 안의 공동의 규범의식 (Gemeinschaftliches Bewusstsein) 에 기반을 두고 있으며, 따라서 입법자의 자의로 인위적으로, 급속하게 변경되거나 폐지되어서는 안 된다고 생각하였다. 그리하여 법의 역사적 고찰과 연구, 특히 로마법의 역사적, 체계적, 발전사적 연구에 열중하고, 그것을 통하여 민법학·국제사법학(國際私法學)에 공헌하였다. 사비니가 창설한 《법제사 잡지》는 오늘날도 여전히 계속되고 있다.

## 참고 자료
- 가와카미 린이쓰(河上倫逸), 《법의 사회문화사 - 유럽 법학법 (Das Wissenschaftliche Recht)의 형성에서 도이치 역사법학의 성립까지》法の社会文化史 - ヨーロッパ学識法の形成からドイツ歴史法学の成立まで, 미네르바 쇼보, 1989년.